# Еннепе-Рур
Енне́пе-Рур (нім. Ennepe-Ruhr-Kreis) — район в Німеччині, в складі округу Арнсберг землі Північний Рейн-Вестфалія. Адміністративний центр — місто Швельм.

## Населення
Населення району становить 329870 осіб (2011; 332,7 тисяч в 2010).

## Історія
Район було створено у 1929 році шляхом злиття колишніх районів Швельм з частинами районів Гаттінген та Гаген. У 1970 і 1975 роках територія району була дещо змінений під час реорганізації землі Північний Рейн-Вестфалія, найпомітнішим стало включення міста Віттен.

## Адміністративний поділ
Район поділяється на 9 міст (нім. Städte):
| № | Комуна       | Площа, км² | Населення, осіб (2011) | Центр        |
| - | ------------ | ---------- | ---------------------- | ------------ |
| 1 | Брекерфельд  | 58,7       | 9205                   | Брекерфельд  |
| 2 | Веттер (Рур) | 31,5       | 28037                  | Веттер (Рур) |
| 3 | Віттен       | 72,4       | 97819                  | Віттен       |
| 4 | Гаттінген    | 71,4       | 55388                  | Гаттінген    |
| 5 | Гефельсберг  | 26,3       | 31344                  | Гефельсберг  |
| 6 | Гердеке      | 22,4       | 24210                  | Гердеке      |
| 7 | Еннепеталь   | 57,4       | 30260                  | Еннепеталь   |
| 8 | Швельм       | 20,5       | 28343                  | Швельм       |
| 9 | Шпрокгефель  | 47,8       | 25264                  | Шпрокгефель  |

| Німеччина | Це незавершена стаття з географії Німеччини. Ви можете допомогти проєкту, виправивши або дописавши її. |

1. ↑  https://www.destatis.de/DE/Themen/Laender-Regionen/Regionales/Gemeindeverzeichnis/Administrativ/04-kreise.html
2. ↑  https://statistik.nrw/sites/default/files/municipalprofiles/l05954.pdf#page=5